# Pinco
Pinco, jedno od plemena iz vremena španjolske konkviste Perua, koje 1554. spominje u svojim kronikama španjolski konkvistador i kroničar Perua Pedro Cieza de León (svezak I, poglavlje 82).